# Лонгин (светец)
Вижте пояснителната страница за други личности с името Лонгин.
Свети Лонгин (на латински: Longinus) e легендарен римски центурион (стотник, водач на рота от поне 100 войници в древноримската армия). Според апокрифното евангелие Acta Pilati ("Деянията на Пилат"/"Никодимово евангелие"), приписвано на Никодим, таен ученик на Исус Христос, Лонгин е войникът, който го пронизва с копието си, докато виси на кръста за да се увери, че е мъртъв. Във връзка с това през Средновековието артефакт, считан за част от т.нар. Arma Christi и известен като Копието на Лонгин, или Светото Копие става владетелска инсигния на Свещената Римска империя, а самият Лонгин се чества, като светец (на 16 октомври от Католическата и Православната църква, съответно по Григорианския и Новоюлианския календари, а по Юлианския - на съответстващата в него на 29 октомври дата, на 22 октомври - от арменците и на 14 ноември - от коптите). До 1969 г. (реформиране на календара, според решенията на Втория Ватикански събор) е почитан от католиците на 15 март.

## Светата кръв
Тази история е свързана и с култа към Петте свещени рани и практиката на стигматизация. Според Евангелието от Йоан:
| „ | С разрешение на Пилат Понтийски войниците счупили краката (crurifragium) на другите двама разпнати. Когато дошли при Исус и видели, че е вече мъртъв, те не му счупили краката. Лонгин го намушкал с копието си и от раната потекли кръв и вода. | “ |

Почитането на Светата Кръв на Исус започва през 10-11 век или по почин на Франциск от Асизи. За нея се разказва, че очноболният (страдащ от катаракта/перде на очите) Лонгин се е излекувал с нейна помощ, след което събрал смесената с кръв пръст (почва) и се кръстил. После той напуска Палестина и като става проповедник на евангелието, отива в град Мантуа, в Северна Италия, откъдето впоследствие започва почитането на Св. Кръв, където според легендата я заравя, а след това - за да избегне преследване - отива в кападокийския град Цезарея (в днешна Турция) и става епископ на тамошния град Сандиале/Сардиал (Sandrales), от който вероятно произлиза. Там и загива, като мъченик (отсичат му главата). В агиографията това също се свързва с Понтий Пилат, за когото се твърди, че е наредил издирването и екзекуцията му (и на предполагаемите му двама спътници), а по-късно е получил и главата му, като за доказателство за изпълнението й.

## Галерия
- Мозайка на Лонгин в гръцка църква в Хиос
- Статуя на Св. Лонгин в Базиликата Свети Петър в Рим
- Св. Лонгин
- Лонгин пронизва Христос.
- "Разпятие Христово". Матиас Грюневалд